# Кама (митологија)
Кама или Камадева (санскрит: kama:тражење, жеља, љубав и deva: божанство) у индијској митологији, бог љубави и испуњених жеља. Најчеће се приказује као младић са луком и стрелицама (слично као грчки Ерос или римски Амор). Симбол му је делфин.
Зове се и Ананга (бестелесни), јер га је Шива погледом претворио у пепео кад га је ометао у размишљању. Поново инкарниран Кама се вратио својој жени Рати, богињи страсти и ужитка.